# Blagoveshchensk
Blagoveshchensk (tiếng Nga: Благовещенск, tiếng Trung Quốc: 海兰泡) là một thành phố ở Nga, trung tâm hành chính của tỉnh Amur, nằm cách Moskva 7.985 km về phía đông. Dân số: 219.221 (2002).
Blagoveshchensk nằm ở hợp lưu của sông Amur và Zeya, đối diện với thành phố Hắc Hà của Trung Quốc. 
Sông Amur đã hình thành biên giới của Nga với Trung Quốc kể từ khi điều ước Aigun năm 1858 và điều ước Bắc Kinh năm 1860. Khu vực phía bắc của sông Amur thuộc về Mãn Thanh cho đến khi nó được nhượng lại cho Nga trong điều ước Nerchinsk năm 1689.

## Khí hậu
Blagoveshchensk có khí hậu lục địa ẩm (phân loại khí hậu Köppen Dwb) với mùa đông rất lạnh và khô trong khi mùa hè ấm và ẩm ướt. Vào ngày 1 tháng 8 năm 2011, nơi này trở thành đô thị đầu tiên ở vùng Viễn Đông bị ảnh hưởng bởi lốc xoáy.

## Chính quyền địa phương
Từ năm 1876 đến thời Xô Viết, những người đứng đầu Thị trấn Ở Blagoveshchensk Là M. O. Mokeevsky, L. A. Benkendorf, V. I. Kukhterin, P. F. Turchaninov, V. p. Efimov, A. V. Kirillov, I. D. Prishepenko, P. P. Popov, A. N. Alekseevsky, A. v. Chernyak.

#### Thị trưởng (1991-2010)
Lyashko, Yuri Gavrilovich, Thị trưởng (Chủ tịch Ủy ban Điều hành Thành phố) Của Blagoveshchensk trong giai đoạn từ 1985 đến 1996.
Kolyadin Alexander Mikhailovich, Thị trưởng Blagoveshchensk từ năm 1996 đến năm 2004.
Migulya, Alexander Anatolyevich được bầu làm thị trưởng Blagoveshchensk vào ngày 28 tháng 11 năm 2004. Vào Ngày 1 Tháng 3 năm 2009, ông được bầu lại cho nhiệm kỳ thứ hai. Vào ngày 26 tháng 4 năm 2010, Alexander Anatolyevich Migulya đã bị xóa khỏi chức vụ thị trưởng Blagoveshchensk theo sắc lệnh Của Thống đốc Vùng Amur.

#### Người đứng đầu đô thị
Vladimir Kobelev, người đứng đầu thành phố thành Phố Blagoveshchensk từ ngày 15 tháng 7 năm 2010 đến năm 2014.
Người Đứng Đầu Chính Quyền
2010-2011-Không Rõ, Nikolay Alekseevich;
2011-2014-Berezovsky, Pavel Viktorovich;
diễn xuất từ ngày 21 tháng 2 năm 2014 đến ngày 19 tháng 9 năm 2014 - Kozlov Alexander Alexandrovich;

#### Thị trưởng (từ năm 2014)
Từ ngày 19 tháng 9 năm 2014 đến Ngày 25 Tháng 3 Năm 2015 — Alexander Kozlov;
Từ ngày 25 tháng 7 năm 2015 đến ngày 25 tháng 7 năm 2020-Kalita Valentina Sergeevna (diễn Xuất Từ Ngày 25 tháng 3 đến ngày 25 tháng 7);
Vào ngày 27 tháng 7 năm 2020, Oleg gataullovich Imameev nhậm chức Thị trưởng Blagoveshchensk.

#### Chủ tịch Duma Thành Phố Blagoveshchensk
kể từ ngày 19 tháng 9 năm 2019-Elena Igorevna Yevglevskaya;
| Dữ liệu khí hậu của Blagoveshchensk     | Dữ liệu khí hậu của Blagoveshchensk | Dữ liệu khí hậu của Blagoveshchensk | Dữ liệu khí hậu của Blagoveshchensk | Dữ liệu khí hậu của Blagoveshchensk | Dữ liệu khí hậu của Blagoveshchensk | Dữ liệu khí hậu của Blagoveshchensk | Dữ liệu khí hậu của Blagoveshchensk | Dữ liệu khí hậu của Blagoveshchensk | Dữ liệu khí hậu của Blagoveshchensk | Dữ liệu khí hậu của Blagoveshchensk | Dữ liệu khí hậu của Blagoveshchensk | Dữ liệu khí hậu của Blagoveshchensk | Dữ liệu khí hậu của Blagoveshchensk |
| Tháng                                   | 1                                   | 2                                   | 3                                   | 4                                   | 5                                   | 6                                   | 7                                   | 8                                   | 9                                   | 10                                  | 11                                  | 12                                  | Năm                                 |
| --------------------------------------- | ----------------------------------- | ----------------------------------- | ----------------------------------- | ----------------------------------- | ----------------------------------- | ----------------------------------- | ----------------------------------- | ----------------------------------- | ----------------------------------- | ----------------------------------- | ----------------------------------- | ----------------------------------- | ----------------------------------- |
| Cao kỉ lục °C (°F)                      | 0.2 (32.4)                          | 7.0 (44.6)                          | 20.3 (68.5)                         | 31.4 (88.5)                         | 34.7 (94.5)                         | 39.4 (102.9)                        | 37.7 (99.9)                         | 36.9 (98.4)                         | 33.5 (92.3)                         | 28.0 (82.4)                         | 13.4 (56.1)                         | 3.6 (38.5)                          | 39.4 (102.9)                        |
| Trung bình ngày tối đa °C (°F)          | −15.6 (3.9)                         | −9.5 (14.9)                         | −0.5 (31.1)                         | 11.0 (51.8)                         | 19.5 (67.1)                         | 25.5 (77.9)                         | 27.3 (81.1)                         | 25.1 (77.2)                         | 18.9 (66.0)                         | 9.1 (48.4)                          | −4.8 (23.4)                         | −14.7 (5.5)                         | 7.6 (45.7)                          |
| Trung bình ngày °C (°F)                 | −21.5 (−6.7)                        | −16.3 (2.7)                         | −6.8 (19.8)                         | 4.7 (40.5)                          | 12.8 (55.0)                         | 19.3 (66.7)                         | 21.8 (71.2)                         | 19.6 (67.3)                         | 12.7 (54.9)                         | 3.2 (37.8)                          | −10 (14)                            | −19.8 (−3.6)                        | 1.6 (34.9)                          |
| Tối thiểu trung bình ngày °C (°F)       | −26.2 (−15.2)                       | −21.9 (−7.4)                        | −12.6 (9.3)                         | −1.2 (29.8)                         | 6.6 (43.9)                          | 13.6 (56.5)                         | 17.1 (62.8)                         | 15.1 (59.2)                         | 7.6 (45.7)                          | −1.5 (29.3)                         | −14.1 (6.6)                         | −24.1 (−11.4)                       | −3.5 (25.7)                         |
| Thấp kỉ lục °C (°F)                     | −44.5 (−48.1)                       | −45.4 (−49.7)                       | −35.7 (−32.3)                       | −17.7 (0.1)                         | −7.5 (18.5)                         | 0.1 (32.2)                          | 8.2 (46.8)                          | 4.4 (39.9)                          | −4.3 (24.3)                         | −24.8 (−12.6)                       | −32.9 (−27.2)                       | −41.2 (−42.2)                       | −45.4 (−49.7)                       |
| Lượng Giáng thủy trung bình mm (inches) | 6 (0.2)                             | 5 (0.2)                             | 10 (0.4)                            | 31 (1.2)                            | 42 (1.7)                            | 91 (3.6)                            | 131 (5.2)                           | 125 (4.9)                           | 73 (2.9)                            | 26 (1.0)                            | 14 (0.6)                            | 9 (0.4)                             | 563 (22.3)                          |
| Lượng tuyết rơi trung bình cm (inches)  | 12 (4.7)                            | 10 (3.9)                            | 3 (1.2)                             | 0 (0)                               | 0 (0)                               | 0 (0)                               | 0 (0)                               | 0 (0)                               | 0 (0)                               | 1 (0.4)                             | 4 (1.6)                             | 8 (3.1)                             | 38 (14.9)                           |
| Số ngày mưa trung bình (≥ 0.1 mm)       | 0.09                                | 0.03                                | 0.5                                 | 8                                   | 13                                  | 15                                  | 15                                  | 16                                  | 14                                  | 7                                   | 0.3                                 | 0                                   | 89                                  |
| Số ngày tuyết rơi trung bình            | 12                                  | 7                                   | 8                                   | 2                                   | 0                                   | 0                                   | 0                                   | 0                                   | 0                                   | 3                                   | 11                                  | 14                                  | 57                                  |
| Độ ẩm tương đối trung bình (%)          | 73                                  | 68                                  | 62                                  | 55                                  | 55                                  | 69                                  | 76                                  | 78                                  | 72                                  | 61                                  | 67                                  | 74                                  | 68                                  |
| Số giờ nắng trung bình tháng            | 139.5                               | 194.9                               | 226.3                               | 222.0                               | 251.1                               | 255.0                               | 226.3                               | 226.3                               | 168.0                               | 189.1                               | 156.0                               | 124.0                               | 2.378,5                             |
| Nguồn 1: Погода и Климат                |                                     |                                     |                                     |                                     |                                     |                                     |                                     |                                     |                                     |                                     |                                     |                                     |                                     |
| Nguồn 2: Đài thiên văn Hồng Kông        |                                     |                                     |                                     |                                     |                                     |                                     |                                     |                                     |                                     |                                     |                                     |                                     |                                     |

## Thành phố kết nghĩa
- Hắc Hà, Trung Quốc